# 산체사레오
산체사레오(이탈리아어: San Cesareo)는 이탈리아 라치오주 로마현에 위치한 코무네다. 이지역은 고대시대에 라바키나 가도 또는 라티나 가도였다.